# Hermann von Beckerath (Politiker)

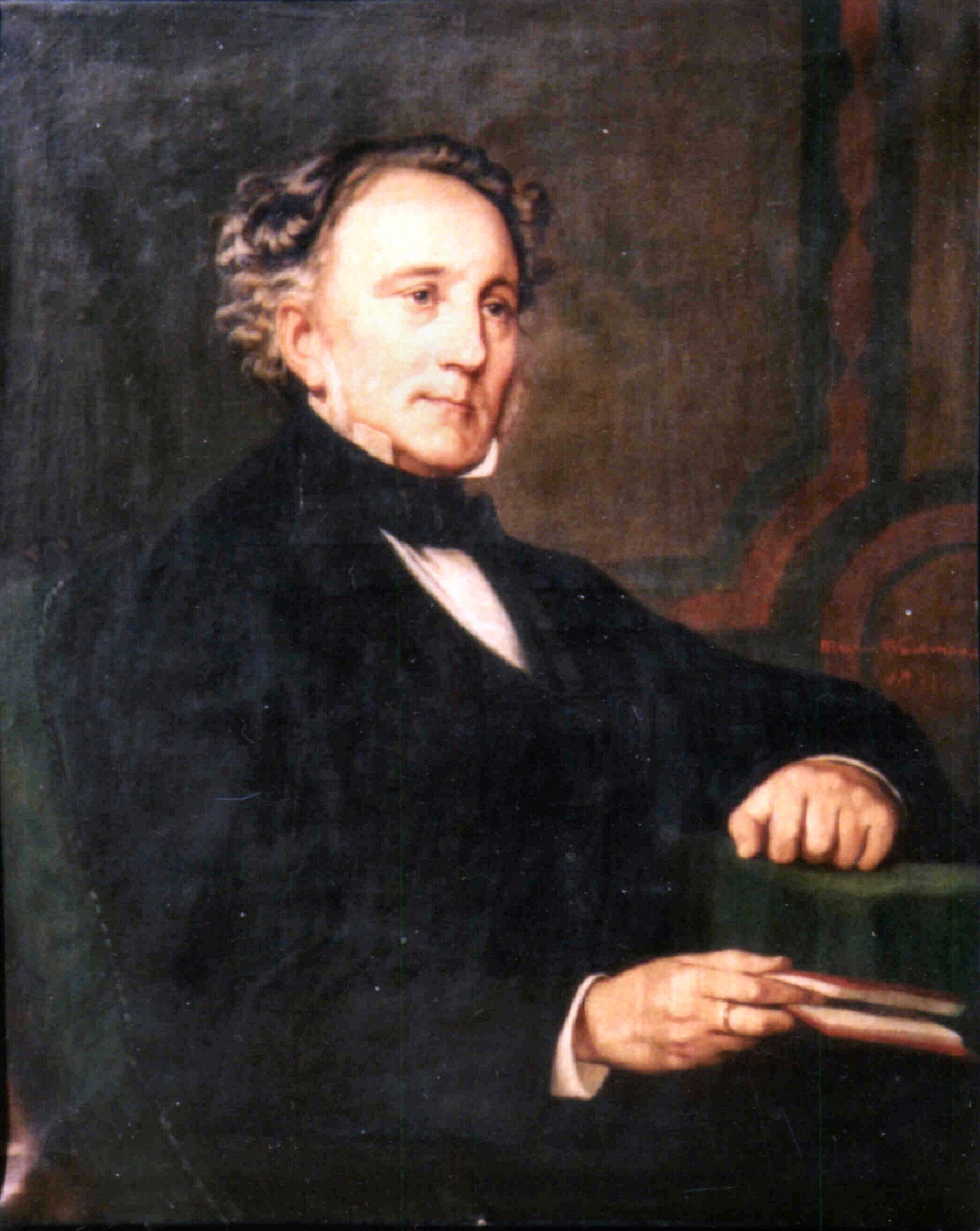
Hermann von Beckerath

Hermann von Beckerath (* 13. Dezember 1801 in Krefeld; † 12. Mai 1870 ebenda) war ein deutscher Bankier und Politiker. In der Revolution 1848/1849 war er Reichsfinanzminister.

## Familie und Beruf
Beckerath entstammte einer seit dem 17. Jahrhundert in Krefeld ansässigen mennonitischen Weberfamilie. Sein Vater Peter war Bandweber und später Gerichtsvollzieher. 1815 begann Beckerath eine Banklehre im drei Jahre zuvor gegründeten „Bankhaus Gebrüder Molenaar“. Dort stieg er 1823 zum Geschäftsführer und 1828 zum Teilhaber auf. Am 16. Dezember 1835 heiratete er Charlotte Heilmann, mit der er später zwei Kinder hatte. 1838 machte er sich als Bankier unter der Firma „von Beckerath-Heilmann“ in Krefeld selbständig.

## Politiker im Vormärz

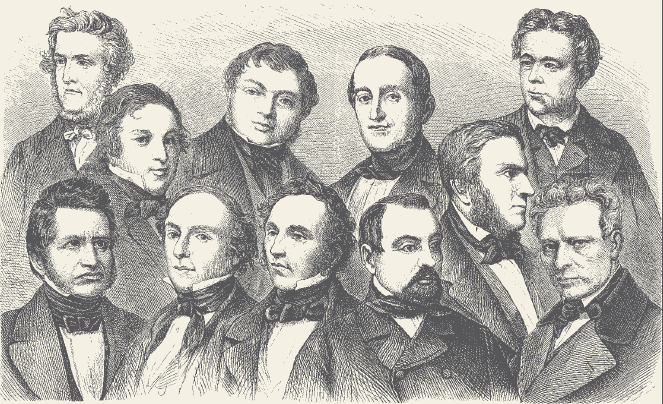
Abgeordnete des Vereinigten Landtages, der preußischen und deutschen Nationalversammlung Carl Mittermaier, David Hansemann, Maximilian von Schwerin-Putzar, Rudolf von Auerswald, Benedikt Waldeck, Friedrich Römer, Friedrich Christoph Dahlmann, Ludolf Camphausen, Hermann von Beckerath, Hermann Schulze-Delitzsch, Carl Theodor Welcker

1836 wurde Beckerath Mitglied des Gemeinderates von Krefeld und avancierte zu einem der führenden rheinischen Liberalen. 1844 wurde er Mitglied der Krefelder Handelskammer, 1846 deren Präsident. Von 1843 bis 1847 war Beckerath als Vertreter des dritten Standes Mitglied des Provinziallandtags der Rheinprovinz. Im Vormärz tat er sich mit Äußerungen zu Zoll- und Handelsfragen, der Emanzipation der Juden sowie zum rheinischen Recht hervor. Der politisch interessierten Öffentlichkeit wurde er durch seine Debattenbeiträge während des rheinischen Provinziallandtags von 1847 bekannt. Darin unterstützte Beckerath vehement die Verfassungsforderung von Ludolf Camphausen. Wie die andere Vertreter des rheinischen Liberalismus stand Beckerath für eine konstitutionelle Monarchie. An seinen Bruder schrieb er 1847:

„Wie sich die Sache auch wenden möge, den Absolutismus unterschreibe ich nicht; ich werde als Untertan auch einem absoluten Monarchen, so weit mein Gewissen es zulässt, Gehorsam leisten, aber als Vertreter des Volkes würd' ich die mir anvertrauten Interessen und meine eigene Überzeugung verraten, wenn ich schwiege, wo klar in den Gesetzen begründete Volksrechte, die das Vaterland als eine Bürgschaft seiner Zukunft betrachtet, als nicht bestehend anerkannt werden.“

Von 1847 und 1848 gehörte Beckerath dem preußischen Ersten bzw. Zweiten Vereinigten Landtags an. Dort unterstützte er den Versuch Camphausens, zu einem Kompromiss zwischen Volksvertretung und Regierung zu kommen.

## Handeln während der Revolution von 1848/49

### Anfang der Revolution und Abgeordneter
Als es zu Beginn der Revolution von 1848 am 5. März in Krefeld zu einer Bürgerversammlung kam, wurde Beckerath zum Vorsitzenden gewählt. Zwar nahm die Versammlung eine Liste mit Petitionen an, aber insgesamt blieb sie im Rahmen des Konstitutionalismus. Bereits am 2. und 3. März hatten sich führende rheinische Liberale neben Beckerath auch Gustav Mevissen, David Hansemann oder August von der Heydt in Köln getroffen, um das weitere Vorgehen zu beraten. Die Gruppe beschloss zu versuchen, mäßigend auf die weitergehenden Forderungen der süddeutschen Liberalen einzuwirken und zu diesem Zweck Abgesandte zur Heidelberger Versammlung der 51 zu entsenden. Bei einem weiteren Treffen der rheinischen Liberalen in Bonn am 11. März 1848 konnte sich die gemäßigte Richtung um Camphausen und Beckerrath gegen etwas radikalere Positionen um Mevissen und Hansemann durchsetzen. Eine entsprechende Petition an Friedrich Wilhelm IV. wurde im Wesentlichen von Beckerath verfasst.

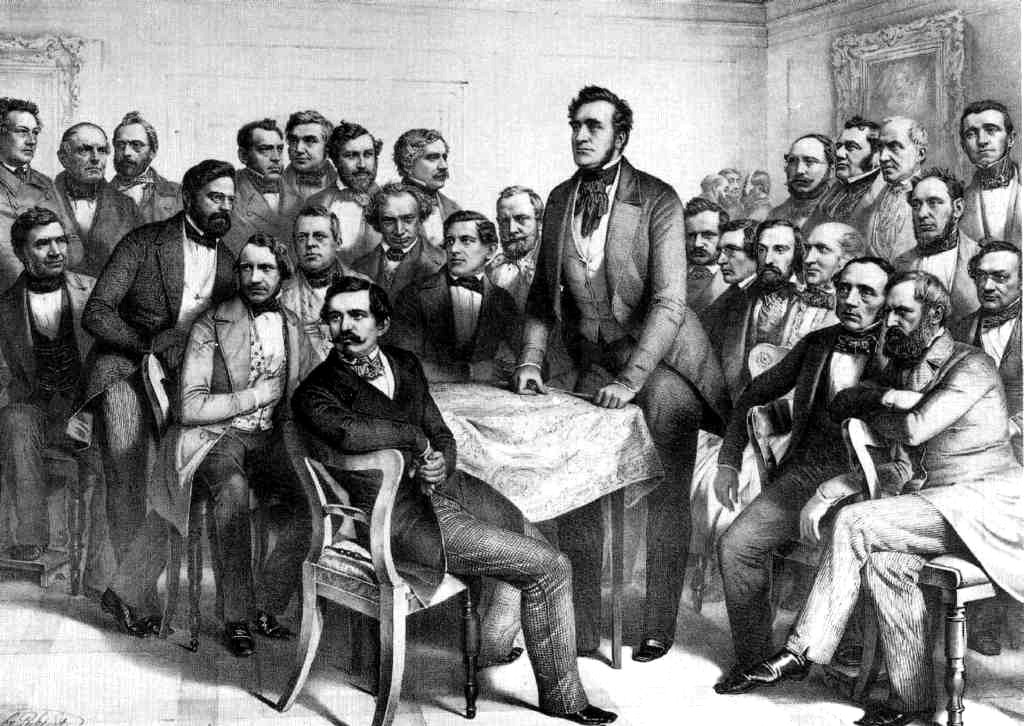
Ein Teil der Casinofraktion

Die Forderungen der Gruppe um Beckerrath und Camphausen nach einem Zensuswahlrecht blieb weitgehend wirkungslos. Das allgemeine Wahlrecht führte dazu, dass es nur wenigen rheinischen liberalen Oppositionellen des Vormärz gegen die katholische Mehrheit gelang in die Frankfurter Nationalversammlung einzuziehen. Zu den Ausnahmen gehörte Beckerath, nachdem dieser Vertretern der Katholiken in Religionsfragen Entgegenkommen signalisiert hatte. Dem Parlament gehörte er als Abgeordneter für Krefeld vom 18. Mai 1848 bis zum 4. Mai 1849 an. Dort schloss er sich der Casino-Fraktion (rechtes Zentrum) an, dass für eine konstitutionelle Monarchie eintrat.
Er war dort unter anderem Mitglied des Verfassungsausschusses und Sonderbotschafter in Berlin. Beckerath galt in der Nationalversammlung als begabter Redner. Im Verfassungsausschuss war er an der Formulierung der Grundrechte beteiligt. Auf seine Anregung wurde die Zivilehe in die Verfassung aufgenommen.

### Reichsfinanzminister

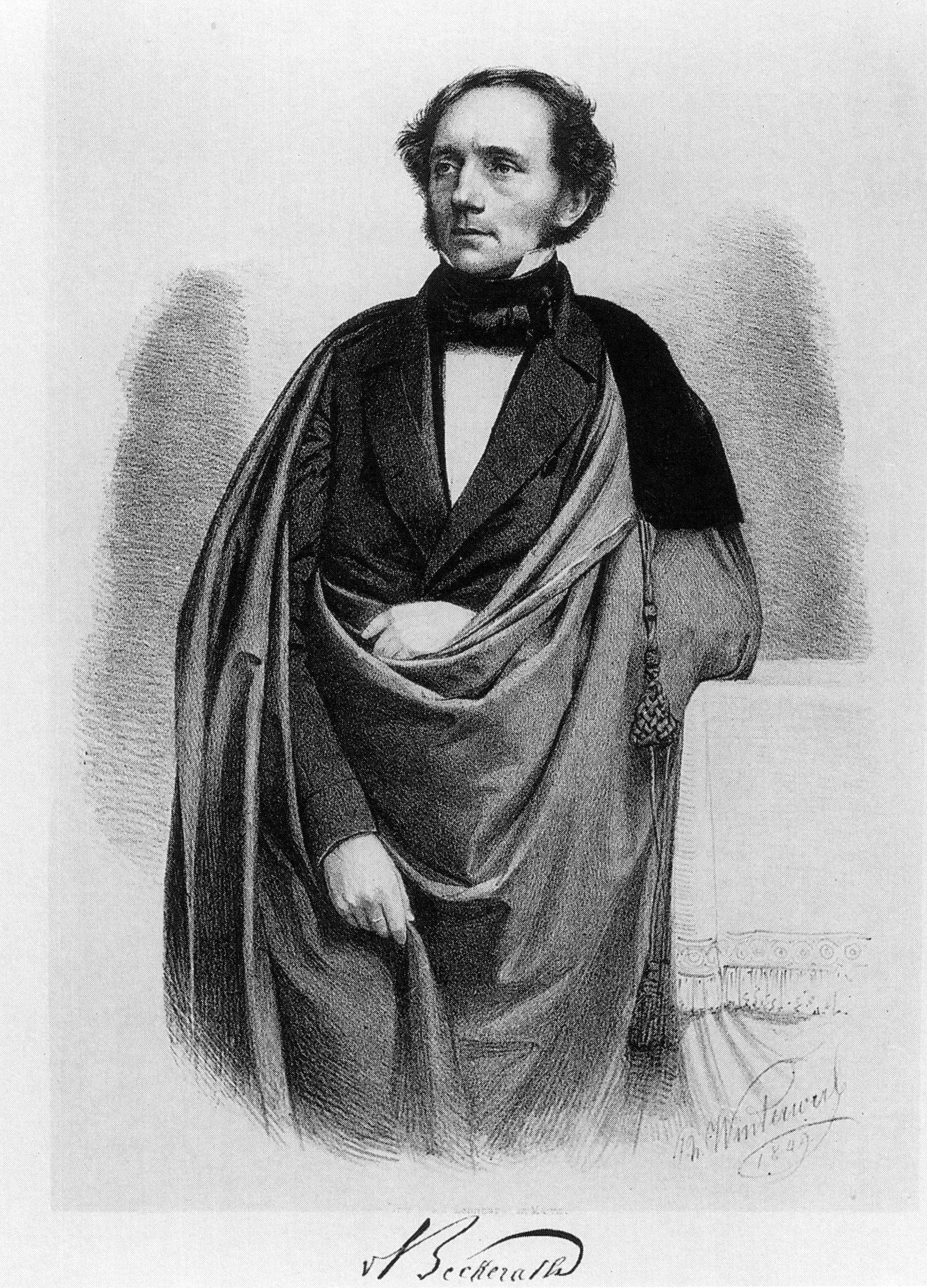
Beckerath 1848, Lithografie von Philipp Winterwerb

Bereits Anfang Juli 1848 war Beckerath als Vertreter Preußens ein aussichtsreicher Kandidat für einen Ministeramt in der provisorischen Zentralgewalt. Er lehnte ab und war dann zunächst als Vermittler zwischen Parlament und preußischer Regierung tätig. Von allen Seiten bedrängt, gab er schließlich nach und trat am 9. August 1848 als Reichsfinanzminister in das Kabinett Leiningen ein. Der Hauptgrund für sein Umschwenken war, dass er das „preußische Element“ in der Regierung stärken wollte, um so zu demonstrieren, dass sich die Preußen nicht von der Revolution abgewandt hätten.
Allerdings stand für Beckerath auch nach der Regierungsbeteiligung die Parlamentsarbeit im Vordergrund, hatte doch der Finanzminister angesichts fehlender fester Einkünfte der Zentralgewalt so gut wie keinen Handlungsspielraum. Zusammen mit der Regierung Leiningen trat Beckerath wegen des Konflikts um die Ratifizierung des Waffenstillstands mit Dänemark im Schleswig-Holsteinischen Krieg zurück. In der Folge war Beckerath in Frankfurt aber auch in Preußen aussichtsreichster Kandidat für den Posten des jeweiligen Regierungschefs. In Preußen trug er dem König sogar sein Regierungsprogramm vor, konnte diesen aber nicht für sich gewinnen. Stattdessen trat er in Frankfurt in die Regierung von Anton von Schmerling ein und blieb auch später unter Heinrich von Gagern Finanzminister.
Die Unruhen vom 18. September ließen seinen politischen Standpunkt weiter nach rechts rückten. Zeitweise befürwortete er sogar ein gewaltsames Vorgehen gegen die Demokraten. Als Mitglied der Regierung hat Beckerath die Frankfurter Reichsverfassung mitunterzeichnet. Der Kaiserdeputation gehörte Beckerrath nicht an, da die Exekutive bei Abwesenheit von Regierungsmitgliedern ihren Sturz fürchtete. Nachdem sich die Ablehnung der Krone abzuzeichnen begonnen hatte, reiste Beckerath vergeblich nach Berlin, um Friedrich Wilhelm IV. letztlich doch noch zu überzeugen. Als sich damit das Scheitern der kleindeutschen Lösung abzeichnete, trat er als Minister zurück und legte am 4. Mai 1849 auch sein Abgeordnetenmandat nieder. Diesen Schritt begründete er gegenüber seinem Vater:

„Es war bei der jetzigen Lage der Dinge unvermeidlich, einen festen Entschluss über das inne zu haltende Verfahren zu fassen und sich darüber zu entscheiden, ob man in der bisherigen gesetzmäßigen Haltung, die dann freilich nur eine passive, zuwartende hätte sein können, verharren oder die Bahn der Revolution beschreiten wolle. Wie Sie mich kennen, werden Sie über meinen Entschluss nicht zweifelhaft sein.“

## Wirken nach der Revolution

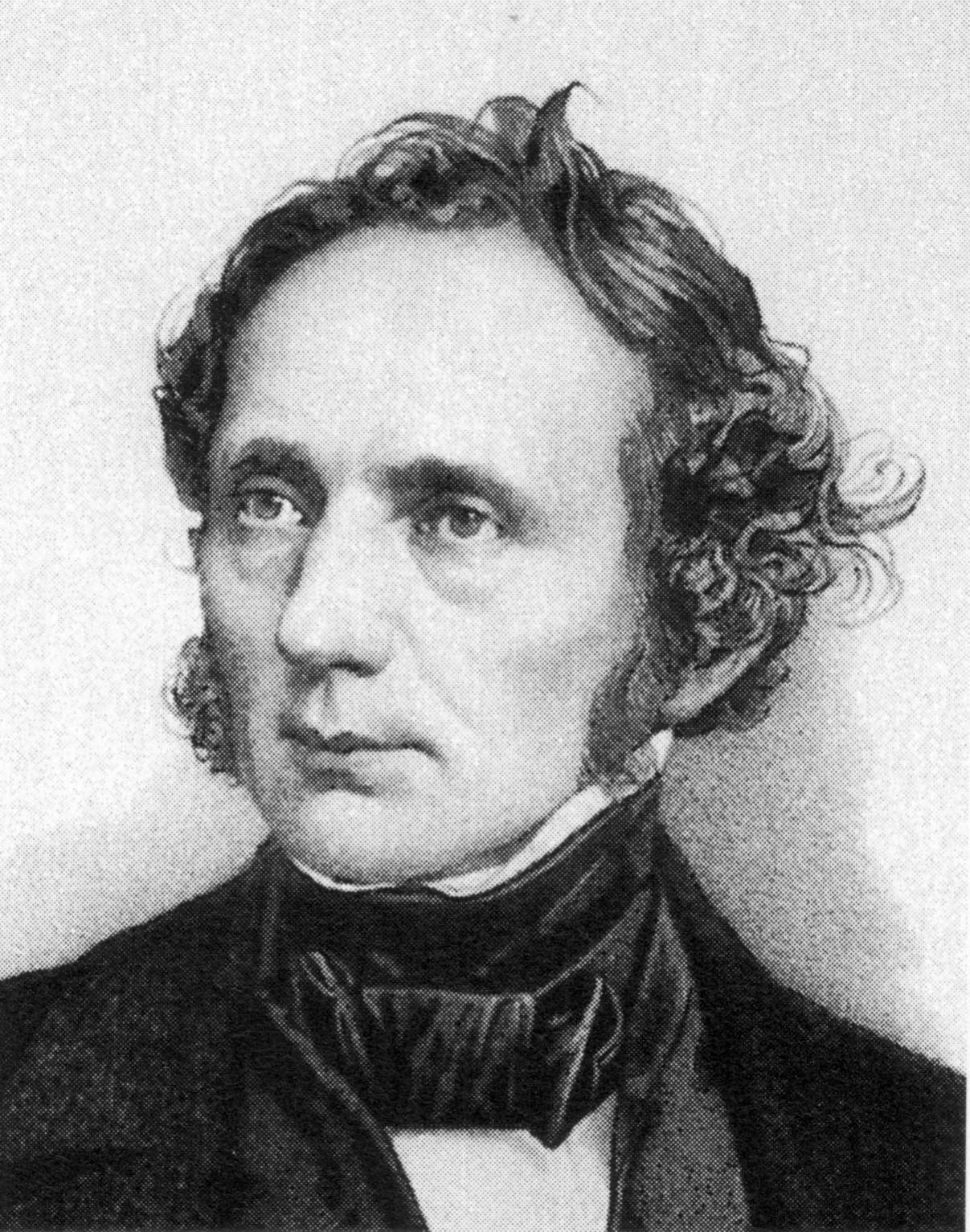
Beckerath 1850

Nach dem Ende der Nationalversammlung nahm er am Gothaer Nachparlament teil und war 1850 Abgeordneter im Erfurter Unionsparlament. Seit 1849 war er Mitglied der zweiten Kammer des preußischen Landtages. Zusammen mit Rudolf von Auerswald war er maßgeblicher Kopf der Auerswald-Beckerath. Er nahm erheblich an den Verhandlungen über die Revision der oktroyierten Verfassung von 1848 teil, ohne dass es gelang, liberale Forderungen durchzusetzen. Er gehörte zwar bis 1852 dem Abgeordnetenhaus (wie die Kammer nun hieß) an, zog sich aber resigniert weitgehend zurück. Für Beckerath stand nunmehr sein Bankhaus im Mittelpunkt seiner Tätigkeiten. Im Jahr 1858 wurde er zwar noch einmal Abgeordneter, legte das Amt aber aus gesundheitlichen Gründen kurze Zeit später wieder nieder.
Im Jahr 1862 wurde Beckerath erneut Präsident der Krefelder Handelskammer. Während des Deutschen Handelstages von 1862 kam es zu schweren Auseinandersetzungen zwischen Anhängern des Freihandels und des Schutzzolls. Dahinter standen nicht nur wirtschaftliche, sondern auch politische Gründe. Die Schutzzollbefürworter wie David Hansemann wollten Österreich die Möglichkeit eines Beitrittes zum Deutschen Zollverein offen halten. Beckerath setzte sich mit seiner freihändlerischen und kleindeutschen Haltung durch und verdrängte dabei auch Hansemann von der Position des Vorsitzenden, trat aber bereits ein Jahr später von diesem Amt wieder zurück.